# Турецко-сирийский конфликт
Туре́цко-сири́йский пограничный конфликт (тур. Türkiye-Suriye çatışması) или Туре́цко-сири́йский кри́зис (тур. Türkiye-Suriye Krizi) — совокупность вооружённых конфликтов между Сирией и Турцией на совместной границе во время гражданской войны в Сирии.
Конфликт начался 3 октября 2012 года, когда турецкая сторона открыла огонь по сирийской территории в ответ на инцидент на границе, где в результате падения артиллерийских снарядов погибло пять человек. Мировая общественность осудила инцидент и призвала не допускать эскалации конфликта.
На протяжении конфликта сирийские власти обвиняли правительства Турции, США, Катара, Саудовской Аравии и других стран в финансовой и военной поддержке террористических групп (в том числе и сирийских повстанцев), а также требовали не вмешиваться во внутренние дела Сирии.
Вводя войска на территорию Сирии, Турция остается в рамках международного права. Согласно Аданскому договору между Турцией и Сирией, заключенному в 1998 году, Турция получила право отправлять наземные войска на территорию Сирии в том случае, если та допустит «деятельность, угрожающую безопасности и стабильности Турции».

## Предыстория

### Начало гражданской войны в Сирии
14 июня 2012 года в пограничный турецкий город Рейханлы прибыли 73 офицера сирийской армии, среди них — 7 генералов и 20 офицеров высшего звена, дезертировавших из правительственной армии. Они проникли в Турцию вместе с членами своих семей (всего 202 человека) и запросили политическое убежище. Официального подтверждения турецких властей не поступало.

### Сбитый турецкий истребитель
Сирийские ВВС 22 июня 2012 года сбили турецкий истребитель F-4 над своими территориальными водами.
«В 11:40 22 июня неопознанная воздушная цель нарушила воздушное пространство Сирии, двигаясь с запада на очень низкой высоте и с большой скоростью над нашими территориальными водами. Поэтому сирийские ПВО атаковали её с помощью зенитных установок и сбили за километр от берега, в результате цель упала в сирийских территориальных водах», — сообщил представитель вооруженных сил Сирии.
Премьер-министр Турции Реджеп Тайип Эрдоган провел экстренное совещание с министрами и командованием вооруженных сил.
Отношения между Турцией и Сирией серьезно обострились, хотя раньше обе страны были союзниками. Турция поддерживает сирийскую оппозицию, и в последние месяцы на турецко-сирийской границе, через которую идет поток беженцев из Сирии, неоднократно вспыхивали перестрелки между военными обеих стран. Президент Турции Абдулла Гюль позднее заявил, что когда истребитель залетает в территориальные воды другой страны — это нормальное явление. Он также пообещал принять меры, но не уточнил, какие именно.

### Столкновения на границе
10 октября 2012 года турецкие ВВС вынудили приземлиться в аэропорту Анкары пассажирский самолет авиакомпании Syrian Air. На следующий день правительство Турции заявило, что на борту находилось военное оборудование, поставлявшееся в Сирию из России. В Министерстве иностранных дел Сирии эти утверждения назвали ложью и потребовали предъявить запрещенный товар, если он существует. Как утверждали сирийские дипломаты, все перевозившиеся на воздушном судне грузы, были снабжены документацией, подтверждающей их легальный характер. Также сирийские власти обвинили правительство Турции в продолжении политики враждебности.

## Ход конфликта
Вечером 3 октября 2012 года турецкая армия нанесла удары по территории Сирии в ответ на минометный обстрел города Акчакале. Сирийский снаряд попал в жилой дом, в результате чего погибли пять человек, ещё девять были ранены. Артиллерия обстреляла цели на сирийской территории, что стало ответом армии на регулярные обстрелы территории Турции.
Турецкая армия впервые с начала войны в Сирии нанесла артиллерийские удары по её территории. Таким образом турецкие власти «предупредили» Дамаск, что в случае гибели граждан Турции её войска будут принимать соответствующие меры.
Сразу после ответного обстрела, правительство Турции для обсуждения ситуации призвало срочно созвать саммит НАТО. В свою очередь совет НАТО в ночь на 4 октября поддержал турецкие власти, а вину за обстрел возложил на сирийских военных.
5 октября командование Сирии отдало своим войскам приказ свернуть боевые действия в десятикилометровой зоне на границе с Турцией. Также сирийское командование запретило военной авиации приближаться к границе ближе, чем на 10 километров, а артиллерии — наносить удары по этой полосе. Таким образом Сирия фактически ввела бесполетную зону над сравнительно небольшой частью своей территории, чего уже долгие месяцы добивались местные повстанцы, не обладающие современными средствами ПВО.
Сирийские боевики неоднократно заявляли о захвате тяжелых вооружений, принадлежавших регулярной армии. Аналитики не исключают, что обстрелы по турецкому городу были преднамеренно сделаны противниками Дамаска, чтобы спровоцировать Турцию на ответные действия. Непримиримая сирийская оппозиция неоднократно упрекала Запад в бездействии. Выступая на Генассамблее ООН, эмир Катара призывал арабские страны создать коалицию для военного вторжения в Сирию. Артобстрел турецкого города, якобы совершенный сирийскими военными, дает обоснованный предлог для турецкой армии начать военную интервенцию против Сирии, так как другого шанса у турецких властей может не быть.
31 марта 2016 года в интервью агентству Sputnik президент Сирии Башар Асад заявил, что ему известно о вторжении турецких войск на территории Сирии. Он также рассказал, что правительственная армия готова отреагировать на агрессию. Ответные меры будут предприняты на всей территории Сирии.
9 октября 2019 года Эрдоган объявил о начале турецкой военной операции в Сирии «Источник мира».
27 февраля 2020 года, после того турецкая армия понесла сильные потери из-за российских и сирийских авиаударов, Турция начала операцию «Весенний щит» против сирийской армии. Она закончилась 5 марта, когда Эрдоган и Путин подписали в Москве соглашение о прекращении огня, что стало шагом к деэскалации в регионе.

## Развёртывание комплексов «Пэтриот»

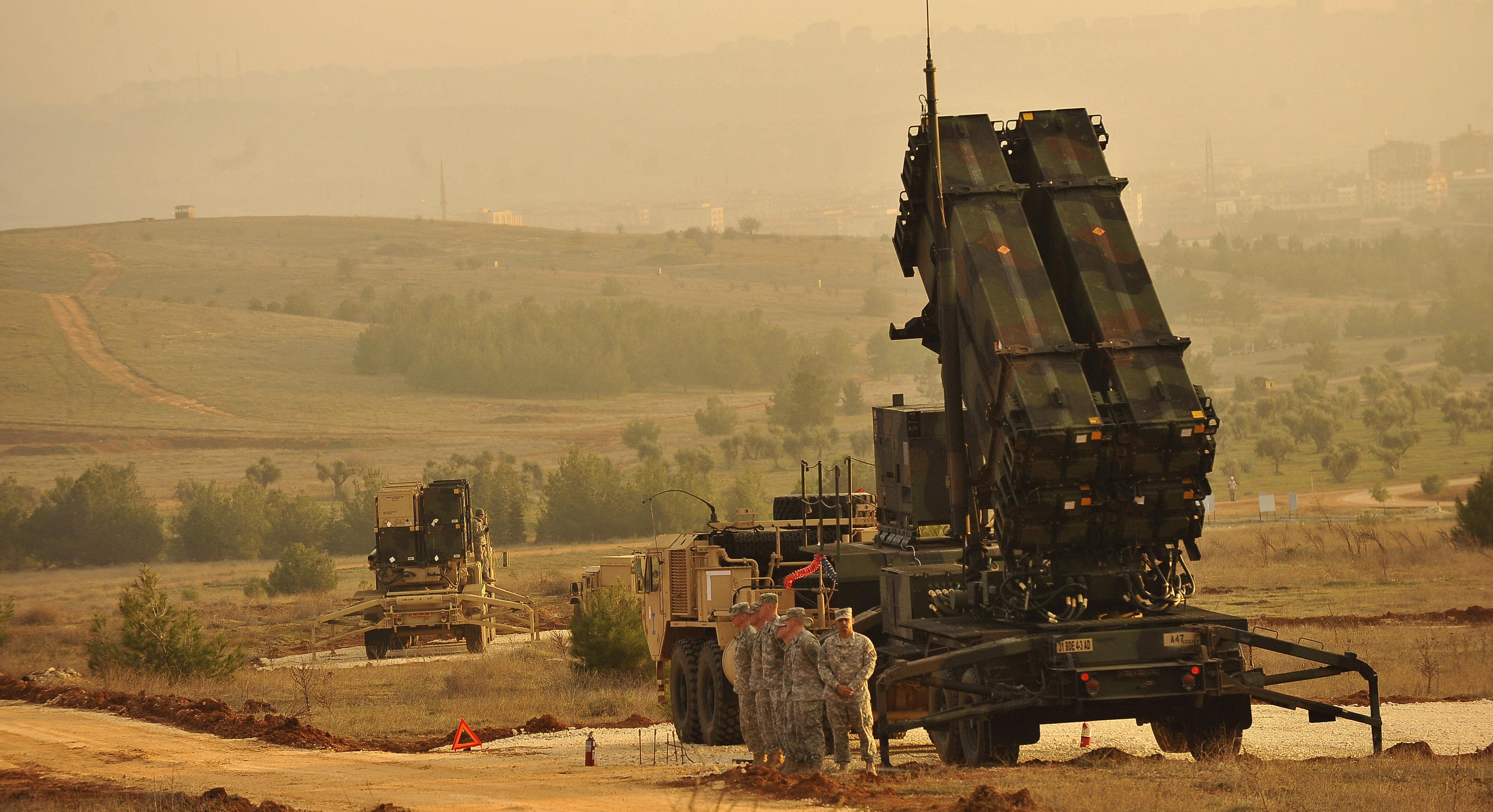
Комплексы «Пэтриот» на юго-востоке Турции, близ турецко-сирийской границы

Ранее, системы «Пэтриот» уже дважды были размещены на турецкой территории — в 1991 и 2003 годах, во время первой и второй войн в Ираке, однако дело до их применения тогда не дошло. 19 ноября 2012 года правительство Турции обратилась к руководству НАТО с просьбой предоставить системы противовоздушной обороны «Пэтриот» для укрепления своих позиций на границе с Сирией. 4 декабря 2012 совет НАТО принял решение о выделении Турции шести батарей, две предоставят США, две — Германия и две Нидерланды. Полностью оснащёнными и боеспособными они должны стать ближе к концу января 2013 года.
Как полагают некоторые наблюдатели, этот шаг может свидетельствовать о подготовке внешнего вторжения в Сирию, другие — о том, что это является этапом подготовки военного удара по Ирану, кроме того, есть мнение, что противоракетные комплексы в будущем могут быть использованы против России.
В начале 2015 года Нидерланды вывели свои батареи из Аданы, Испания заменила их своими комплексами. Потом Германия объявила о решении вывести две свои батареи из Турции к началу 2016 года.
В октябре 2015 года США начали вывод ЗРК «Пэтриот» из Турции .
В октябре 2019 года Испания пригрозила вывести свои ракеты «Патриот» из Турции в знак протеста против военной операции турецкой армии в Сирии.
В декабре 2019 года Турция направила запрос США на покупку систем «Пэтриот».
В феврале 2020 года Турция запросила у США размещения двух ЗРК «Пэтриот» для сдерживания сирийских войск.

## Обвинения турецких властей в преступлениях

### Обвинения в грабежах в Алеппо
10 января 2013 года МИД Сирии направил послание в Совет Безопасности ООН, в котором уведомил международное сообщество о разграблении боевиками около 1000 фабрик и предприятий в Алеппо. Оборудование и товары были, по словам МИД Сирии, незаконно вывезены затем на территорию Турции. Постоянный представитель Сирии при ООН Башар Джафари сообщил, что на территорию Турции из города Алеппо были незаконно вывезены 1,5 тыс. единиц фармацевтического и промышленного оборудования и обвинил власти Турции в экономическом терроризме.
В марте 2013 Союз торгово-промышленных палат Сирии подал жалобу на правительство премьер-министра Турции в связи с поддержкой им террористов в разграблении объектов в Алеппо.

## Международная реакция
В обнародованном документе НАТО говорится, что Североатлантический альянс, членом которого Турция является с 1952 года, «продолжает поддерживать Турцию и требует незамедлительного прекращения подобных агрессивных действий».
Пан Ги Мун призвал Дамаск соблюдать территориальный суверенитет своих соседей, заявив, что «сирийский конфликт угрожает не только безопасности сирийского народа, но все чаще вредит его соседям».

### Реакция НАТО
Послы стран-членов НАТО провели в ночь на четверг экстренное заседание после инцидента на сирийско-турецкой границе.

Альянс продолжает поддерживать Турцию и требует незамедлительного прекращения подобных актов агрессии против любого союзника НАТО, а также призывает сирийский режим прекратить вопиющие нарушения международного права.
6 мая 2013 года генеральный секретарь НАТО Андерс Фог Расмуссен заявил, что у НАТО «есть все необходимые планы для обеспечения защиты Турции» в случае атаки с сирийской территории. По его словам, единственная задача организации, связанная с конфликтом в Сирии — защита Турции от возможного нападения.